# Plán útěku 2
Plán útěku 2 (v originále Escape Plan 2: Hades) je americký akční thriller z roku 2018, který režíroval Steven C. Millera. Jedná se o pokračování filmu Plán útěku z roku 2013 a druhý díl filmové série Plán útěku. V hlavních rolích se objevují Sylvester Stallone a Curtis Jackson, kteří si zopakovali své role z prvního filmu, a dále se k nim přidali Dave Bautista, Huang Xiaoming, Jaime King, Jesse Metcalfe, Titus Welliver a Wes Chatham. Film byl ve Spojených státech vydán přímo na DVD, ale 28. června 2018 se dočkal uvedení v kinech například v Rusku a 29. června 2018 v Číně. Film získal negativní hodnocení kritiků; v kinech vydělal 17,6 milionu dolarů a na domácím trhu 4,2 milionu dolarů při produkčním rozpočtu 20 milionů dolarů.
V roce 2019 bylo vydáno další pokračování Plán útěku 3.

## Děj
Ray Breslin stále vede svou bezpečnostní firmu, jejíž členové jsou nově i Shu Ren, Jasper Kimbral a Luke Graves. Při záchranné misi v Čečensku Kimbral ignoruje rozkazy a způsobí smrt rukojmí. Breslin ho vyhodí.
O rok později Shu chrání svého bratrance Yushenga Ma, který vyvíjí revoluční komunikační technologii. Po večírku v Bangkoku jsou oba uneseni. Shu se probudí ve věznici HADES, kde vězni bojují o přežití. Potkává zde Kimbrala, který tvrdí, že je zde už měsíce. Yusheng odmítá vydat technologii, která může ovládat jaderné odpalovací systémy. Spolu plánují útěk.
Breslin zjistí, že HADES financuje stejná skupina jako předchozí věznici a s pomocí Trenta DeRosy zahájí pátrání. Luke je při pátrání zajat a převezen do HADES. Shu zjistí, že věznice mění každou noc uspořádání, a s pomocí hackera Count Zero získá plán. Kimbral však odhalí, že věznici tajně řídí on a používá ji k mučení lidí s cennými informacemi.
Breslin se nechá zajmout a dostane se dovnitř. Spolu s ostatními plánuje útěk, vypnou bezpečnostní systém Galileo a zaútočí na řídící centrum. V bitvě zemřou někteří vězni. DeRosa lokalizuje věznici a pronikne dovnitř. Shu zabije Zookeepera, Breslin porazí Kimbrala v souboji a s DeRosou trvale vyřadí Galileo.
Yusheng a Shu uniknou a Breslin přísahá, že skupinu za HADES odhalí.

## Obsazení
- Sylvester Stallone jako Ray Breslin, šéf Breslin Security
- Dave Bautista jako Trent DeRosa, bývalý spolupracovník Breslin Security
- Huang Xiaoming jako Shu, Breslinův chráněnec, který skončí jako vězeň v HADESu.
- Jaime King jako Abigail, viceprezidentka Breslin Security
- Jesse Metcalfe jako Luke, další Breslinův chráněnec
- Wes Chatham jako Jasper Kimbral, Breslinův chráněnec, kterého Breslin propustí pro nekázeň během záchranné mise.
- Lydia Hullová jako Jules, zaměstnankyně Breslin Security
- Pete Wentz jako „Bug“
- Shea Buckner jako Larry, člen hackerského kolektivu Legie v HADESu
- Tyler Jon Olson jako Moe, člen hackerského kolektivu Legie v HADESu
- Chen Tang jako Yusheng Ma, Shuův bratranec, který skončí jako vězeň v HADESu.
- Titus Welliver jako Gregor Faust, Zookeeper v HADESu
- Curtis Jackson jako „Hush“, počítačový hacker pracující pro Breslina.
- Tyron Woodley jako Akala, vězeň HADESu
- Zeeko Zaki jako voják MDLF
- Vincent Young jako Curly, člen hackerského kolektivu Legie v HADESu